# Ådranbäcken

Ådranbäcken är ett vattendrag i Huddinge kommun som förbinder sjön Ådran med Lissmasjön. Ån är 2,6 km lång och har en fallhöjd på 20 meter. Bäcken har en rik fauna med strömstare, gärdsmyg, vattennäbbmus och ett flertal arter trollsländor. Även bävrar har sitt spridningsområde i och omkring bäcken, där kan man hitta en typisk bäverdamm.

## Bilder

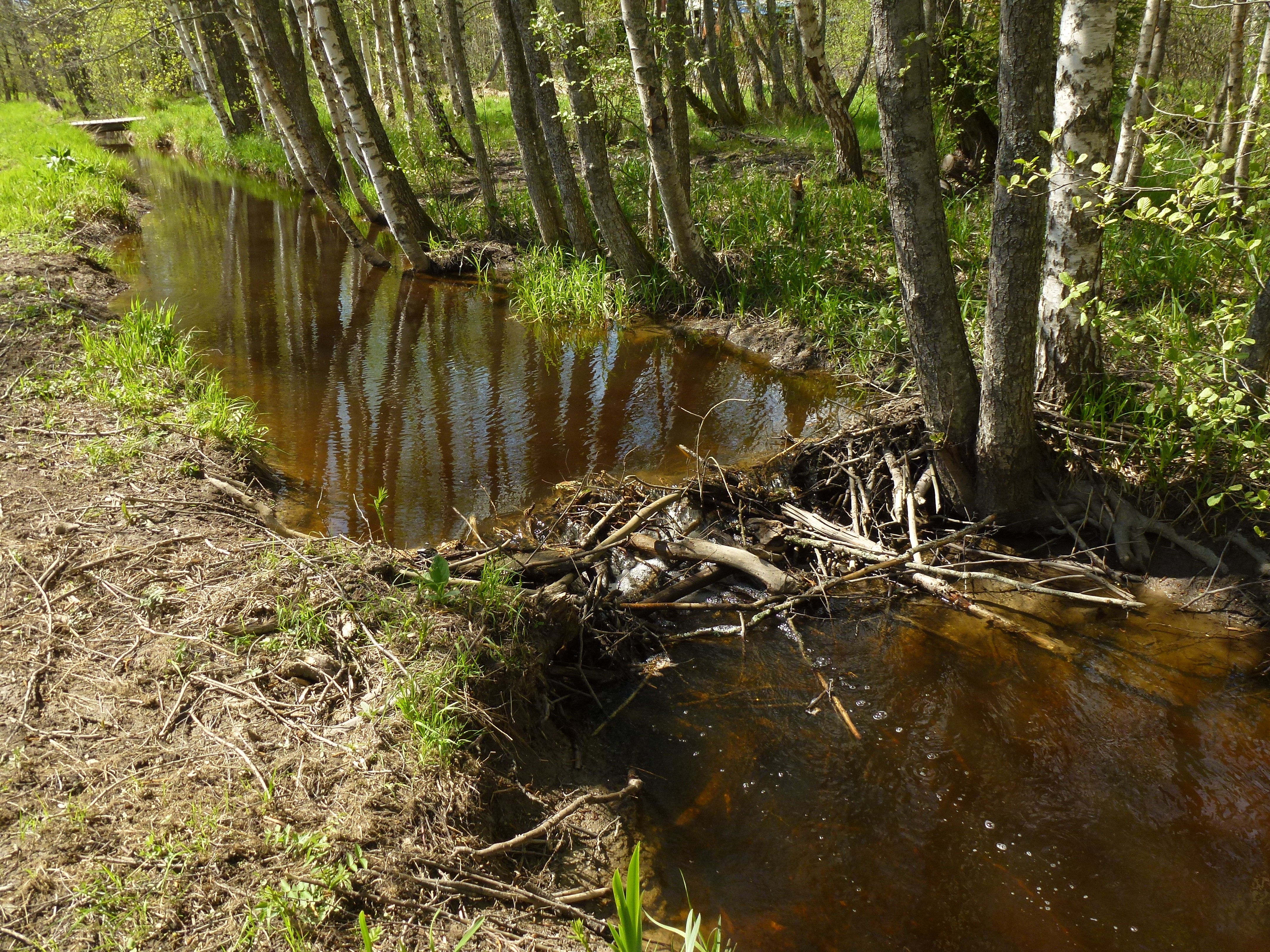
En bäverdamm i Ådran
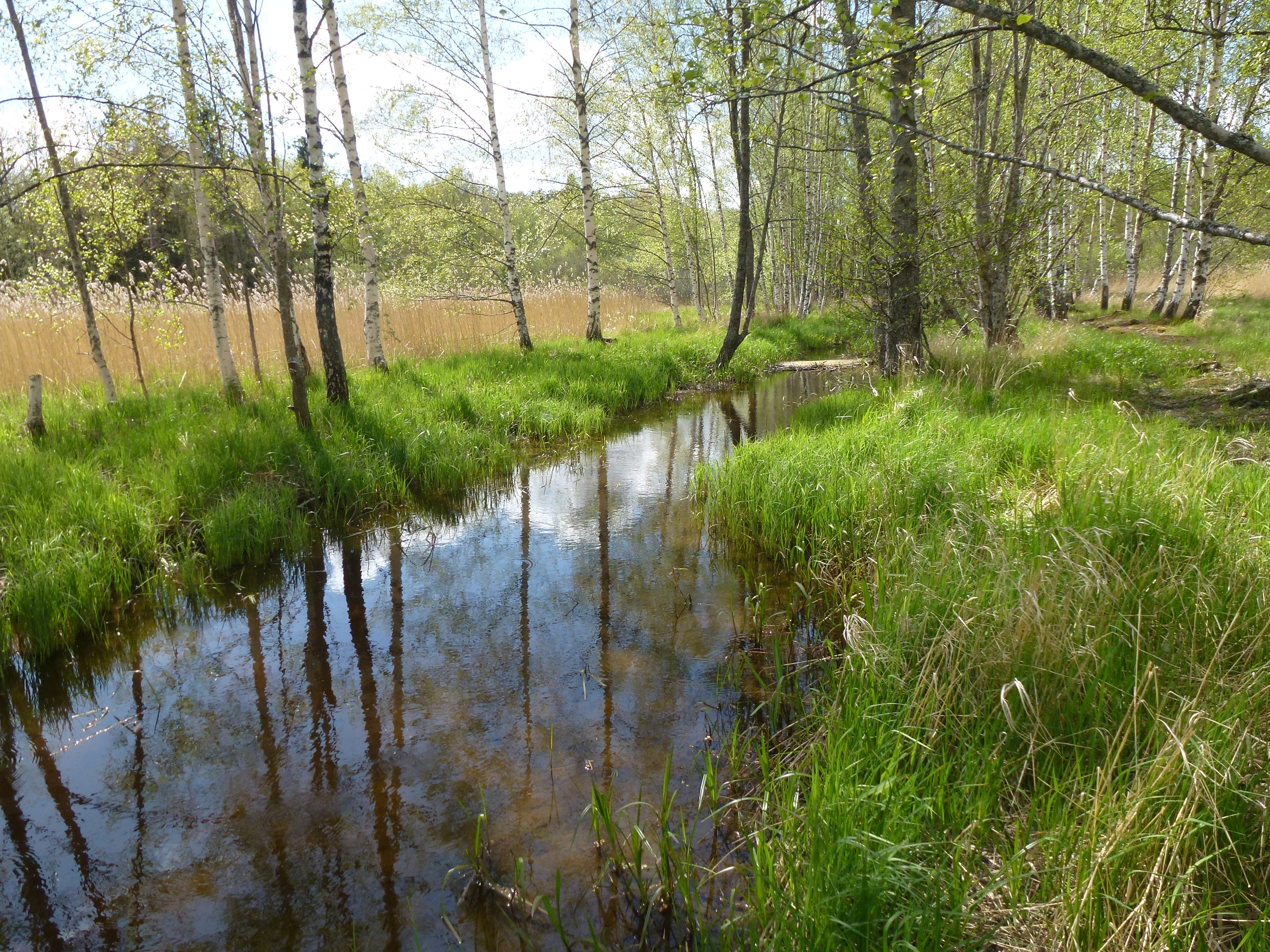
Ådranbäcken vy mot sydväst
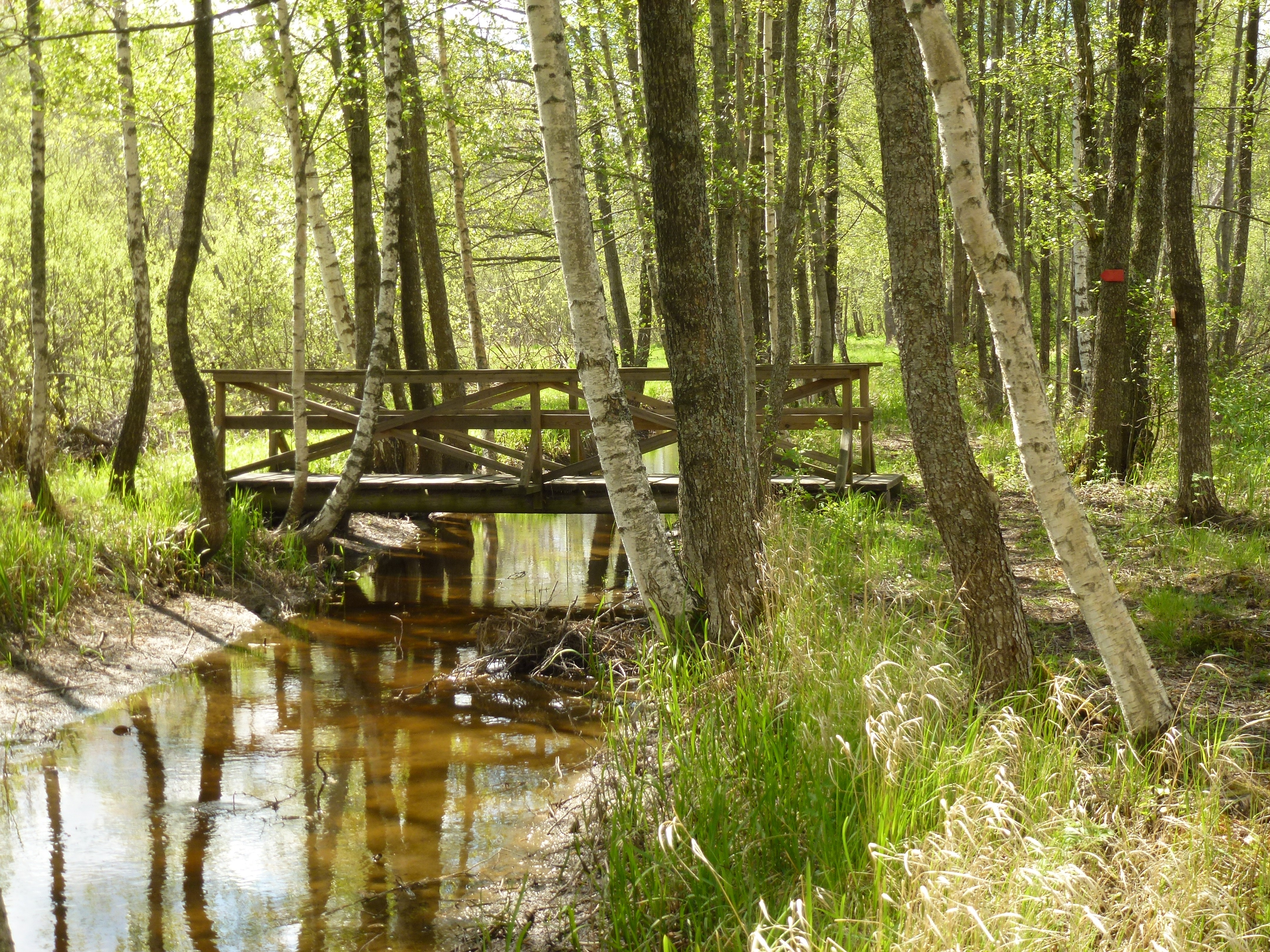
Vandringsleden över Ådranbäcken
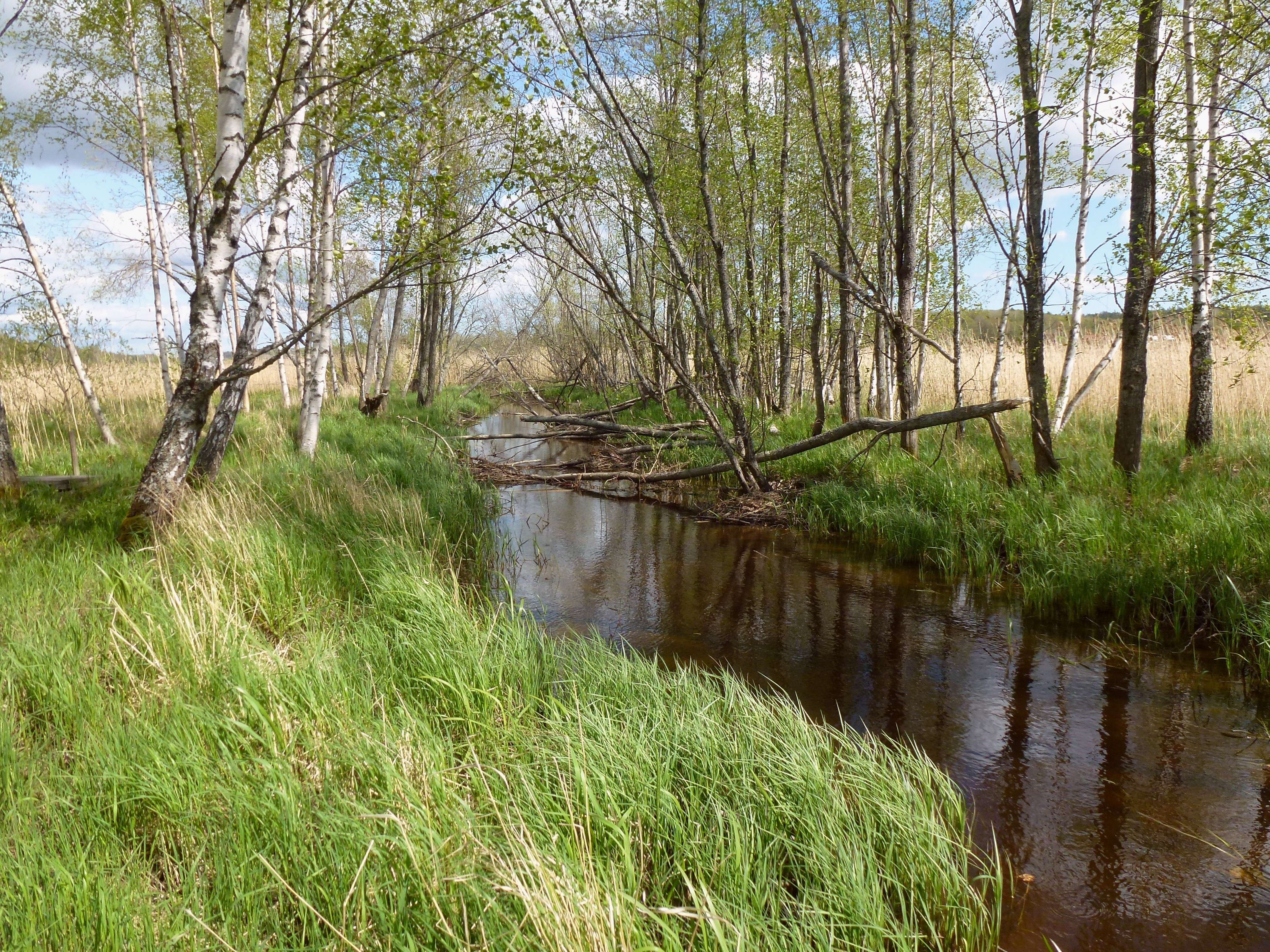
Ådranbäcken, vy mot Lissmasjön